# 1989年の野球
1989年の野球（1989ねんのやきゅう）では、1989年の野球界における動向をまとめる。

## 競技結果

### 日本プロ野球

#### ペナントレース
| 順位 | 球団               | 勝 | 敗 | 分 | 勝率 | 差   |
| 1位  | 読売ジャイアンツ   | 84 | 44 | 2  | .656 | 優勝 |
| 2位  | 広島東洋カープ     | 73 | 51 | 6  | .589 | 9.0  |
| 3位  | 中日ドラゴンズ     | 68 | 59 | 3  | .535 | 15.5 |
| 4位  | ヤクルトスワローズ | 55 | 72 | 3  | .433 | 28.5 |
| 5位  | 阪神タイガース     | 54 | 75 | 1  | .419 | 30.5 |
| 6位  | 横浜大洋ホエールズ | 47 | 80 | 3  | .370 | 36.5 |

| 順位 | 球団                   | 勝 | 敗 | 分 | 勝率 | 差   |
| 1位  | 近鉄バファローズ       | 71 | 54 | 5  | .568 | 優勝 |
| 2位  | オリックス・ブレーブス | 72 | 55 | 3  | .567 | 0.0  |
| 3位  | 西武ライオンズ         | 69 | 53 | 8  | .566 | 0.5  |
| 4位  | 福岡ダイエーホークス   | 59 | 64 | 7  | .480 | 11.0 |
| 5位  | 日本ハムファイターズ   | 54 | 73 | 3  | .425 | 18.0 |
| 6位  | ロッテオリオンズ       | 48 | 74 | 8  | .393 | 21.5 |

#### 日本シリーズ
| 日付                                    | 試合   | ビジター球団（先攻） | スコア | ホーム球団（後攻） | 開催球場   |
| --------------------------------------- | ------ | -------------------- | ------ | ------------------ | ---------- |
| 10月21日（土）                          | 第1戦  | 読売ジャイアンツ     | 3 - 4  | 近鉄バファローズ   | 藤井寺球場 |
| 10月22日（日）                          | 第2戦  | 読売ジャイアンツ     | 3 - 6  | 近鉄バファローズ   | 藤井寺球場 |
| 10月23日（月）                          | 移動日 | 移動日               | 移動日 | 移動日             | 移動日     |
| 10月24日（火）                          | 第3戦  | 近鉄バファローズ     | 3 - 0  | 読売ジャイアンツ   | 東京ドーム |
| 10月25日（水）                          | 第4戦  | 近鉄バファローズ     | 0 - 5  | 読売ジャイアンツ   | 東京ドーム |
| 10月26日（木）                          | 第5戦  | 近鉄バファローズ     | 1 - 6  | 読売ジャイアンツ   | 東京ドーム |
| 10月27日（金）                          | 移動日 | 移動日               | 移動日 | 移動日             | 移動日     |
| 10月28日（土）                          | 第6戦  | 読売ジャイアンツ     | 3 - 1  | 近鉄バファローズ   | 藤井寺球場 |
| 10月29日（日）                          | 第7戦  | 読売ジャイアンツ     | 8 - 5  | 近鉄バファローズ   | 藤井寺球場 |
| 優勝：読売ジャイアンツ（8年ぶり17回目） |        |                      |        |                    |            |

#### 個人タイトル
|                | セントラル・リーグ | セントラル・リーグ | セントラル・リーグ | パシフィック・リーグ | パシフィック・リーグ | パシフィック・リーグ |
| タイトル       | 選手               | 球団               | 成績               | 選手                 | 球団                 | 成績                 |
| -------------- | ------------------ | ------------------ | ------------------ | -------------------- | -------------------- | -------------------- |
| 最優秀選手     | W.クロマティ       | 巨人               |                    | R.ブライアント       | 近鉄                 |                      |
| 最優秀新人     | 笘篠賢治           | ヤクルト           |                    | 酒井勉               | オリックス           |                      |
| 首位打者       | W.クロマティ       | 巨人               | .378               | ブーマー.W           | オリックス           | .322                 |
| 本塁打王       | L.パリッシュ       | ヤクルト           | 42本               | R.ブライアント       | 近鉄                 | 49本                 |
| 打点王         | 落合博満           | 中日               | 116点              | ブーマー.W           | オリックス           | 124点                |
| 最多安打       | W.クロマティ       | 巨人               | 166本              | ブーマー.W           | オリックス           | 165本                |
| 盗塁王         | 正田耕三           | 広島               | 34個               | 西村徳文             | ロッテ               | 42個                 |
| 最高出塁率     | W.クロマティ       | 巨人               | .449               | 松永浩美             | オリックス           | .431                 |
| 最優秀防御率   | 斎藤雅樹           | 巨人               | 1.62               | 村田兆治             | ロッテ               | 2.50                 |
| 最多勝利       | 斎藤雅樹           | 巨人               | 20勝               | 阿波野秀幸           | 近鉄                 | 19勝                 |
| 最多勝利       | 西本聖             | 中日               | 20勝               | 阿波野秀幸           | 近鉄                 | 19勝                 |
| 最多奪三振     | 川口和久           | 広島               | 192個              | 阿波野秀幸           | 近鉄                 | 183個                |
| 最高勝率       | 西本聖             | 中日               | .769               | 星野伸之             | オリックス           | .714                 |
| 最優秀救援投手 | 津田恒実           | 広島               | 40SP               | 井上祐二             | ダイエー             | 27SP                 |

#### ベストナイン
|          | セントラル・リーグ | セントラル・リーグ | パシフィック・リーグ | パシフィック・リーグ |
| 守備位置 | 選手               | 球団               | 選手                 | 球団                 |
| -------- | ------------------ | ------------------ | -------------------- | -------------------- |
| 投手     | 斎藤雅樹           | 巨人               | 阿波野秀幸           | 近鉄                 |
| 捕手     | 中尾孝義           | 巨人               | 山下和彦             | 近鉄                 |
| 一塁手   | L.パリッシュ       | ヤクルト           | ブーマー.W           | オリックス           |
| 二塁手   | 正田耕三           | 広島               | 辻発彦               | 西武                 |
| 三塁手   | 落合博満           | 中日               | 松永浩美             | オリックス           |
| 遊撃手   | 池山隆寛           | ヤクルト           | 田辺徳雄             | 西武                 |
| 外野手   | W.クロマティ       | 巨人               | 秋山幸二             | 西武                 |
| 外野手   | 山崎賢一           | 大洋               | R.ブライアント       | 近鉄                 |
| 外野手   | 彦野利勝           | 中日               | 藤井康雄             | オリックス           |
| 指名打者 |                    |                    | 門田博光             | オリックス           |

#### ゴールデングラブ賞
|          | セントラル・リーグ | セントラル・リーグ | パシフィック・リーグ | パシフィック・リーグ |
| 守備位置 | 球団               | 選手               | 球団                 | 選手                 |
| -------- | ------------------ | ------------------ | -------------------- | -------------------- |
| 投手     | 中日               | 西本聖             | 近鉄                 | 阿波野秀幸           |
| 捕手     | 巨人               | 中尾孝義           | オリックス           | 中嶋聡               |
| 一塁手   | 巨人               | 駒田徳広           | ロッテ               | 愛甲猛               |
| 二塁手   | 広島               | 正田耕三           | 西武                 | 辻発彦               |
| 三塁手   | 広島               | W.ロードン         | オリックス           | 松永浩美             |
| 遊撃手   | 巨人               | 川相昌弘           | 西武                 | 田辺徳雄             |
| 外野手   | 中日               | 彦野利勝           | 西武                 | 秋山幸二             |
| 外野手   | 大洋               | 山崎賢一           | 西武                 | 平野謙               |
| 外野手   | ヤクルト           | 栗山英樹           | オリックス           | 本西厚博             |

### 高校野球
- 第61回選抜高等学校野球大会優勝：東邦（愛知県）
- 第71回全国高等学校野球選手権大会優勝：帝京（東京都）

### 大学野球
- 第38回全日本大学野球選手権大会優勝：近畿大
- 第20回明治神宮野球大会優勝：近畿大

- 東京六大学野球連盟優勝 春：法政大、秋：立教大
- 東都大学野球連盟優勝 春：専修大、秋：青山学院大
- 関西学生野球連盟優勝 春：近畿大、秋：近畿大

### 社会人野球
- 第60回都市対抗野球大会優勝：プリンスホテル
- 第16回社会人野球日本選手権大会優勝：住友金属

### メジャーリーグ
- ワールドシリーズ：オークランド・アスレチックス（4戦全勝）サンフランシスコ・ジャイアンツ
  - ナショナルリーグ東地区優勝：シカゴ・カブス
  - ナショナルリーグ西地区優勝：サンフランシスコ・ジャイアンツ
  - アメリカンリーグ東地区優勝：トロント・ブルージェイズ
  - アメリカンリーグ西地区優勝：オークランド・アスレチックス

## できごと

### 1月
- 1月9日 - 【MLB】ジョニー・ベンチとカール・ヤストレムスキーのアメリカ野球殿堂入りが、全米野球記者協会の投票により決定[1]。
- 1月18日 - プロ野球実行委員会にて大喪の礼の2月24日は春季キャンプは休みとすることを決定[2]。
- 1月20日 - 野球体育博物館に入る選手、監督を選ぶ競技者表彰委員会の記者投票の開票が行われ、島秀之助、野村克也、野口二郎の日本野球殿堂入りが決定[3]。

### 2月
- 2月2日 - 野球体育博物館特別表彰委員会が開かれ、今年の掲載者にベースボール・マガジン社社長の池田恒雄と元早稲田大学の伊達正男を選出[4]。
- 2月28日 - 【MLB】レッド・ショーエンディーンストのアメリカ野球殿堂入りが、ベテランズ委員会の選出により決定。

### 3月
- 3月7日 - プロ野球実行委員会が都内のホテルで行われ、コミッショナーに元内閣法制局長官の吉國一郎が就任することを承認[5]。
- 3月31日 - 横浜大洋ホエールズは若菜嘉晴を日本ハムファイターズへ無償トレードすると大洋、日本ハム両球団が発表[6]。

### 4月
- 4月5日 - 第61回選抜高等学校野球大会の決勝戦が阪神甲子園球場で行われ、東邦高校が上宮高校を延長10回、3-2で逆転サヨナラで破り、1951年（第23回）以来48年ぶり4回目の優勝[7]。
- 4月8日
  - プロ野球の公式戦がセ・リーグ、パ・リーグ共に開幕[8]。
  - 日本ハムの中島輝士が東京ドームでの対福岡ダイエーホークス1回戦の9回裏に山内孝徳から1号サヨナラ2点本塁打。1956年の穴吹義雄(南海ホークス)以来日本プロ野球史上2度目の新人選手による開幕戦サヨナラ本塁打[9]。
  - 巨人の原辰徳が東京ドームでの対ヤクルト1回戦の1回裏に1号2点本塁打を打ち、プロ通算250本塁打を達成[10]。
- 4月11日 - 明治大学硬式野球部総監督の島岡吉郎が肺炎のため14時31分、入院先の調布市の多摩川総合病院にて死去[11]。
- 4月13日 - 近鉄バファローズの栗橋茂が大阪球場での対ダイエー3回戦に5番・指名打者として先発出場し、プロ通算1500試合出場を達成[12]。
- 4月15日 - ダイエーが福岡移転後初めて本拠地平和台球場で公式戦を行い、ダイエー先発の山内孝徳が完投し2-1で西武ライオンズに勝利。
- 4月16日 - オリックス・ブレーブスのブーマー・ウェルズが阪急西宮球場での対日本ハム1回戦の一回裏に6号本塁打を打ち、日本プロ野球新記録の開幕から5試合連続本塁打[13]。
- 4月18日 - 平和台球場でのダイエー対オリックス1回戦はオリックスが延長10回5-4で勝利し、プロ野球新記録の開幕7連勝[14]。
- 4月26日
  - 中日の西本聖がナゴヤ球場での対阪神3回戦の9回表に渡真利克則から三振を奪いプロ通算1000奪三振を達成[15]。
  - オリックスの門田博光が西宮球場での対ロッテ5回戦の一回裏に3号3点本塁打、三回裏に安打、七回裏に4号本塁打を打ち、プロ通算4000塁打を達成[16]。
- 4月28日 - 中日の郭源治が東京ドームでの対読売ジャイアンツ4回戦の延長11回裏に救援登板するが、投球練習中に太ももを痛め、1球も投げないまま降板。中日は田中富生が急遽登板し、先頭打者に四球を出すものの巨人を抑えて勝利する[17]。

### 5月
- 5月5日 - ヤクルトスワローズの尾花高夫がナゴヤ球場での対中日戦4回戦に先発し7回2失点で今季4勝目を挙げ、プロ通算100勝を達成[18]。
- 5月10日 - 中日の宇野勝がナゴヤ球場での対広島4回戦の二回裏に5号本塁打を打ち、プロ通算250本塁打を達成[19]。
- 5月12日 - 西武の二軍打撃コーチの土井正博が東京都港区のマージャン店にて23時過ぎ、警視庁暴力団犯罪取締本部と荒川署署員に賭博の現行犯で逮捕される[20]。
- 5月13日 - ロッテオリオンズの村田兆治が山形県野球場での対日本ハム7回戦に先発し完投で今季2勝目を挙げ、プロ通算200勝を達成[21]。
- 5月14日 - 西武は二軍打撃コーチの土井正博がマージャン賭博で現行犯逮捕された件で土井を14日付けで解雇、球団常務の戸田博之の退任、球団代表の坂井保之の更迭を決定。坂井の後任に球団取締役の清水信人の就任を決定[22]。
- 5月18日 - 西武の松沼博久が西武球場での対日本ハム7回戦に先発し完封で今季4勝目を挙げ、プロ通算100勝を達成[23]。
- 5月24日 - 西武は前二軍打撃コーチの土井正博の賭博事件に関し、管理部長の根本陸夫のスカウト部長への降格、取締役の坂井保之の退任を発表[24]。
- 5月31日 - 明治神宮野球場でヤクルト対阪神6回戦で、6回裏に阪神の渡辺伸彦がヤクルトのラリー・パリッシュの左上腕に死球を与えパリッシュがマウンドに向かい両軍が出て乱闘騒ぎとなり、退場処分。試合再開後、渡辺は中西親志に顔面付近に投球して再び両軍が飛び出て乱闘騒ぎとなり、渡辺が危険投球で退場処分に[25]。

### 6月
- 6月4日
  - 西武の清原和博が西武球場での対ダイエー10回戦の五回裏に9号満塁本塁打を打ち、プロ通算100本塁打を達成。21歳9か月での達成はプロ野球最年少記録[26]。
  - 秋田での広島東洋カープ対大洋9回戦で広島は1回裏に先頭打者の高橋慶彦から正田耕三、ウェイド・ロードンと史上3度目の初回先頭打者から3者連続本塁打[27]。
- 6月6日 - オリックスのブーマー・ウェルズが東京ドームでの対日本ハム8回戦の六回表に16号2点本塁打を打ち、プロ野球通算200号本塁打を達成[28]。
- 6月7日
  - 広島の川口和久が広島市民球場での対ヤクルト10回戦の二回表に角富士夫を三振に打ち取り、プロ通算1000奪三振を達成[29]。
  - 近鉄の大石第二朗が平和台球場での対ダイエー10回戦の8回表に安打を放ち、プロ通算1000安打を達成。史上155人目[30]。
- 6月19日 - 中日の江本晃一・西村英嗣とダイエーの中村弘道・白井孝幸の交換トレードが成立したと中日、ダイエー両球団が発表[31]。
- 6月20日 - 県営富山球場での巨人対大洋11回戦は大洋が5-0で勝ち、大洋は今季対巨人戦11戦目で初勝利、前年から続いた対巨人戦の連敗を18で止める[32]。
- 6月30日 - 巨人の角光雄が日本ハムに無償トレード[33]。

### 7月
- 7月1日 - 西武の田辺徳雄が対日本ハム12回戦の九回表一死満塁の場面で5号満塁本塁打、東京ドーム初のランニング本塁打、日本プロ野球5人目のランニング満塁本塁打[34]。
- 7月4日 - 巨人の原辰徳が東京ドームでの対阪神14回戦の一回裏に20号3点本塁打を打ち、プロ野球史上初の入団1年目から9年連続20号本塁打を達成[35]。
- 7月5日 - オリックスのブーマー・ウェルズが対西武球場での対西武13回戦の一回表に安打を打ち、プロ野球通算1000安打を達成。781試合目での達成は元巨人の与那嶺要の793試合を更新するプロ野球史上最短記録となる[36]。
- 7月13日 - 西武の秋山幸二が藤井寺球場での対近鉄13回戦でサイクル安打を達成[37]。
- 7月14日 - 中日の落合博満がナゴヤ球場での対大洋14回戦でプロ通算4000打数に達し、元ロッテのレロン・リーを抜きプロ野球生涯通算打率トップの3割2分6厘となる[38]。
- 7月15日 - 巨人の斎藤雅樹が東京ドームでの対ヤクルト13回戦に先発して完封で今季13勝目を挙げ、プロ野球新記録の11試合連続完投勝利を達成[39]。
- 7月16日 - 近鉄の大石第二朗が西宮球場での対オリックス12回戦に出場し、プロ通算1000試合出場を達成。史上287人目[40]。
- 7月18日 - 広島の高橋慶彦が神宮球場での対ヤクルト13回戦の九回表に6号本塁打を打ち、プロ通算150号本塁打を達成[41]
- 7月19日 - 巨人のウォーレン・クロマティがナゴヤ球場での対中日17回戦の五回表に8号本塁打を打ち、プロ野球通算150号本塁打を達成[42]。
- 7月20日 - 阪神のセシル・フィルダーが横浜スタジアムでの対大洋13回戦の一回表に28号2点本塁打を打ち、日本プロ野球新記録の同一カード8試合連続本塁打となる[43]。
- 7月21日
  - 巨人の斎藤雅樹が甲子園球場での対阪神17回戦に先発し、7回5失点で敗戦投手となり、連続試合完投勝利の記録が11で止まる[44]。
  - 中日の鈴木孝政が浜松での対ヤクルト13回戦の七回表にラリー・パリッシュを三振に打ち取り、プロ通算1000奪三振を達成[45]。
- 7月23日
  - 阪神の真弓明信が甲子園球場での対巨人19回戦の三回裏に13号2点本塁打を打ち、プロ通算250本塁打を達成[46]。
  - 中日はナゴヤ球場での対ヤクルト15回戦でセ・リーグタイ記録の1試合6犠打[47]。
- 7月25日 - オールスターゲームが開催、26年ぶりに年2試合となる。
- 7月31日 - 第60回都市対抗野球大会の決勝戦が13時32分から東京ドームで行われ、東京都のプリンスホテルが白老町の大昭和製紙北海道を8-3で下し、大会初優勝[48]。

### 8月
- 8月1日 - 大洋の高木豊が甲子園球場での対阪神14回戦に一番・二塁で先発出場し、プロ通算1000試合出場を達成[49]。
- 8月2日 - 徳山市野球場でのロッテ対日本ハム17回戦でロッテは7回降雨コールドで勝利、7月31日の川崎球場での対ダイエー15回戦に続き2試合連続の降雨コールド勝ちを記録[50]。
- 8月3日 - 阪神の岡田彰布が甲子園球場での対大洋15回戦の一回表に17号本塁打を打ち、プロ通算200本塁打を達成[51]。
- 8月5日 - 神宮球場でのヤクルト対中日17回戦は中日が中村武志の1安打だけで1-0で勝利[52]。
- 8月11日 - 中日の郭源治がナゴヤ球場での対巨人19回戦で今季16セーブ目を挙げ日本プロ野球タイ記録の12試合連続セーブポイント[53]。
- 8月12日 - 巨人の斎藤雅樹が対中日20回戦に先発し9回1死まで1与四球だけの無安打無得点も、音重鎮に初安打を打たれ、このあと2死一・三塁として落合博満がサヨナラ3点本塁打を放ち、中日が4対3で逆転勝利[54]。
- 8月13日 - 日本ハムの大島康徳が東京ドームでの対近鉄21回戦の三回裏に14号本塁打を打ち、プロ通算350本塁打を達成[55]。
- 8月15日 - オリックスの門田博光が藤井寺球場での対近鉄15回戦の三回表に22号本塁打を打ち、プロ通算500本塁打を達成[56]。
- 8月17日 - 近鉄のラルフ・ブライアントが藤井寺球場での対オリックス17回戦で33,34,35号本塁打を打ち、日本プロ野球新記録となるシーズン3度目の1試合3本塁打を記録。通算5度目は日本プロ野球タイ記録[57]。
- 8月20日 - 大洋の遠藤一彦が草薙球場での対中日21回戦の一回表に川又米利を三振に打ち取り、プロ通算1500奪三振を達成[58]。
- 8月22日
  - 【MLB】テキサス・レンジャーズのノーラン・ライアンがアーリントン・スタジアムでの対オークランド・アスレチックス戦の5回にリッキー・ヘンダーソンから三振を奪い、通算5000奪三振を達成[59]。
  - 第71回全国高等学校野球選手権大会の決勝戦が甲子園球場にて行われ、東東京代表・帝京が延長10回、2-0で宮城代表・仙台育英を破り優勝[60]。
- 8月24日 - 【MLB】メジャー・リーグのコミッショナーのバートレット・ジアマティはシンシナティ・レッズの監督のピート・ローズが自軍の試合を対象にした野球賭博に賭けていた疑いについて「調査の結果、ローズ監督が賭けをしていたと確信している」として永久追放処分にしたと発表[61]。
- 8月26日 - ダイエーの岸川勝也が平和台球場での対日本ハム21回戦の九回裏に20号2点サヨナラ本塁打を打ち、日本タイ記録のシーズン3本目のサヨナラ本塁打[62]。
- 8月29日 - 大洋の新浦壽夫がナゴヤ球場での対中日22回戦の二回裏に中村武志を三振に打ち取り、プロ通算1500奪三振を達成[63]。
- 8月30日 - ヤクルトの角富士夫が広島市民球場での対広島23回戦の六回表に安打を打ち、プロ通算1000安打を達成[64]。
- 8月31日 - 日本ハムの河野博文が東京ドームでの対ロッテ23回戦に先発し、初回先頭打者の西村徳文の安打だけの1安打投球試合。試合は9回1死から河野が一ゴロを落球から失点で1対0でロッテが勝利[65]。

### 9月
- 9月7日 - オリックスのブーマー・ウェルズが西武球場での対西武23回戦の四回無死一、二塁で遊撃への併殺打に倒れ、パ・リーグ新記録の1シーズン32併殺打[66]。
- 9月9日 - ロッテの牛島和彦が釧路市民球場での対西武20回戦に先発し、両リーグタイの1試合10与四球を記録[67]。
- 9月13日 - ダイエーは東京・霞が関の霞が関ビルにて記者会見し、前西武の球団代表の坂井保之のフロント入りを正式に発表[68]。
- 9月17日
  - 阪神の監督の村山実が甲子園球場での対ヤクルト24回戦の試合後に球場内で記者会見し、今季限りで監督を辞任すると表明[69]。
  - 日本ハムの島田誠は川崎球場での対ロッテ26回戦に1番・中堅で先発出場し、プロ通算1500試合出場を達成[70]。
- 9月23日 - 西武の清原和博が西武球場での対ロッテ23回戦の四回裏に平沼定晴から左肘に死球を受けた事に怒り、平沼にバットを投げつけマウンドに向かい平沼を飛び蹴りにし、退場処分をうける。パ・リーグは同日、2試合出場停止処分と、制裁金30万円、厳重戒告の処分を決定[71]。
- 9月25日 - オリックスの門田博光が西宮球場での対ダイエー25回戦の三回裏に31号本塁打を打ち生還後、ブーマー・ウェルズとのハイタッチで右肩を脱臼し途中退場[72]。
- 9月27日
  - 広島の大野豊が東京ドームでの対巨人23回戦に先発し7回2失点で今季8勝目を挙げ、プロ通算100勝を達成[73]。
  - ヤクルトの広沢克己が神宮球場での対中日22回戦の七回裏に17号本塁打を打ち、プロ通算100本塁打を達成[74]。
- 9月30日 - 日本ハムの島田誠が平和台球場での対ダイエー24回戦の一回表に出塁し、二盗、三盗を決め、プロ通算350盗塁を達成[75]。

### 10月
- 10月1日 - 日本ハムの田村藤夫が平和台球場での対ダイエー25回戦でサイクル安打を達成[76]。
- 10月4日 - 大洋の監督の古葉竹識が球団社長の久野修慈に対し電話で辞任を申し出て、了承される[77]。
- 10月6日 - 大洋対巨人26回戦が横浜スタジアムで行われ、巨人が大洋に5-0で勝利し、2年ぶり25度目のセ・リーグ優勝達成[78]。
- 10月7日 - 中日の鈴木孝政が今季限りで現役引退を表明[79]。
- 10月12日 - 近鉄のラルフ・ブライアントが西武球場での対西武ダブルヘッダー第1試合24回戦の第2打席から、第2試合25回戦の第2打席まで4打数連続本塁打を記録[80]。ブライアントは第1試合の24回戦で3本塁打を記録して通算で6度目の1試合3本塁打となり、王貞治の5度の記録を更新。また第2試合の25回戦の3回表に49号本塁打を放ち、1980年に近鉄のチャーリー・マニエルが記録したパ・リーグの外国人選手の年間本塁打の記録を更新。
- 10月14日 - 近鉄対ダイエーの26回戦が藤井寺球場で行われ、近鉄がダイエーに5-2で勝利し、9年ぶり3度目のパ・リーグ優勝達成[81]。
- 10月15日 - 広島の正田耕三が広島市民球場での対中日26回戦で日本プロ野球タイ記録の1試合6盗塁[82]。
- 10月17日
  - 【MLB】ワールドシリーズ第3戦、キャンドルスティック・パークの試合開始直前にロマ・プリータ地震が発生し、試合は中止。
  - ヤクルトの若松勉が神宮球場で記者会見し、現役引退を表明[83]。
- 10月18日
  - セ・リーグのシーズン公式戦の全日程が終了[84]。
  - 阪神は大阪市内のホテルで記者会見し、中村勝広が新監督に就任したと発表[85]
  - 大洋の加藤博一が横浜スタジアムでの対広島26回戦の7回裏に代打として出場し、プロ通算1000試合出場を達成[86]。
- 10月19日
  - ヤクルトは東京・東新橋のヤクルト本社にて野球評論家の野村克也が監督に就任したと正式に発表[87]。
  - ダイエーは福岡市内のホテルにて記者会見し、野球評論家の田淵幸一が監督に就任したと正式に発表[88]。
  - 西武監督の森祇晶が球団代表の清水信人と取締役スカウト部長の根本陸夫とともに国土計画本社を訪ねてオーナーの堤義明にシーズン終了の報告を行う。堤は森へ道陣公開の場で「監督をおやりになりたいのなら、どうぞ」と発言し、森の続投が決まる[89]。
- 10月20日 - パ・リーグのシーズン公式戦の全日程が終了[90]。
- 10月23日
  - 中華民国（台湾）のプロ野球リーグ中華職業棒球聯盟が発足。
  - 沢村賞の選考委員会が東京のパレス・ホテルにて開かれ、巨人の斎藤雅樹を選出[91]。
  - 中日の片岡光宏と大洋の北野勝則のトレードが成立したと中日、大洋両球団が正式に発表[92]。
- 10月27日
  - ロッテは東京・西新宿のロッテ本社にて15時より記者会見し、監督の有藤通世が辞任し、野球評論家の金田正一が後任の監督に就任したと発表[93]。
  - 【MLB】地震で延期となっていたワールドシリーズ第3戦がキャンドルスティック・パークで行われ、オークランド・アスレチックスがサンフランシスコ・ジャイアンツに13-7で勝利。
- 10月29日 - 日本シリーズは第7戦が藤井寺球場で行われ、巨人が近鉄に8-5で勝利し3連敗からの4連勝で、8年ぶり17度目の優勝達成[94]。
- 10月31日
  - 巨人の中畑清が東京・大手町の読売新聞本社にオーナーの正力亨を訪ね、今季限りでの現役引退を正式に申し入れ了承される[95]。
  - 西武の松沼雅之が今季限りでの引退を表明[96]。

### 11月
- 11月3日 - プロ野球前コミッショナーの竹内寿平が10時54分、心不全のため小田原市の小田病院にて死去[97]。
- 11月5日 - 近鉄の栗橋茂が球団に今季限りでの現役引退を申し入れ、了承される[98]。
- 11月6日 - 近鉄の投手コーチの権藤博が大阪市内のホテルにて球団と話合い、退団が決定[99]。
- 11月7日 - 大洋は東京・大手町の大洋漁業本社にて前巨人二軍監督の須藤豊が新監督に就任したと正式に発表[100][101]。
- 11月9日
  - 近鉄の淡口憲治が球団に今季限りでの現役引退を申し入れ、了承される[102]。
  - 近鉄は電鉄本社会長の上山善紀がオーナーに就任したと発表[103]。
- 11月13日 - ダイエーの香川伸行が球団に対し現役引退を申し入れ、了承される[104]。
- 11月14日 - 日本ハムの早川和夫・田中幸雄と中日の藤王康晴・小松崎善久のトレードが成立したと両球団が発表[105]。
- 11月17日 - 広島の高橋慶彦・白武佳久・杉本征使とロッテの水上善雄・高沢秀昭の交換トレードが成立したと両球団が発表[106]。
- 11月20日
  - 大洋は近鉄から村田辰美を金銭トレードで獲得したと両球団が発表[107]。
  - 西武の成田幸洋と大洋の高橋一彦のトレードが成立したと西武、大洋両球団が発表[108]。
  - 西武の小川宗直・広橋公寿と中日の大宮龍男・宮下昌己のトレードが成立したと西武、中日両球団が発表[109]。
- 11月22日 - ダイエーは巨人の有田修三を無償トレードで獲得したと発表[110]。
- 11月24日 - 近鉄の羽田耕一が球団と話合い、今季限りで現役引退し来季より二軍打撃コーチに就任する事が決定[111]。
- 11月25日 - プロ野球コンベンションが東京・赤坂の赤坂プリンスホテルにて行われ、夕方に今年度のセ・パ両リーグの最優秀選手、最優秀新人、ベストナインの表彰式が行われ、最優秀選手にセが巨人のウォーレン・クロマティ、パは近鉄のラルフ・ブライアント。最優秀新人はセがヤクルトの笘篠賢治、パはオリックスの酒井勉が選出される[112]。
- 11月26日 - ドラフト会議が東京・赤坂の赤坂プリンスホテルにて行われ、新日鐵堺の野茂英雄が近鉄、オリックス、日本ハム、ロッテ、大洋、阪神、ヤクルト、ダイエーと史上最多の8球団が1位指名し、抽選の結果近鉄が交渉権を得る[113]。

### 12月
- 12月4日 - 巨人の鹿取義隆と西武の西岡良洋のトレードが成立したと巨人、西武両球団が発表[114]。
- 12月13日 - ヤクルトの球団社長の相馬和夫は、監督の野村克也が12月4日に気分が悪くなり東京・信濃町の慶応病院に運ばれ、現在精密検査を受けているため同病院に入院中であると明かす[115]。
- 12月14日 - 近鉄はドラフト1位で指名した社会人野球・新日鉄堺の野茂英雄と仮契約を結び、契約金はドラフト史上初めて1億円越えとなる1億2千万円、年俸は1千万円[116]。

## 誕生

### 1月
- 1月1日 - ジャレット・パーカー
- 1月4日 - ケビン・ピラー
- 1月5日 - エドゥアルド・エスコバー
- 1月6日 - 辻本賢人
- 1月10日 - アリエル・ミランダ
- 1月13日 - ヒース・ハンブリー
- 1月18日 - マイケル・ピネダ
- 1月24日 - ホセ・キンタナ
- 1月24日 - ウィット・メリフィールド
- 1月24日 - 土井健大
- 1月28日 - アレッサンドロ・ヴァーリオ
- 1月31日 - トミー・ラステラ

### 2月
- 2月3日 - 延江大輔
- 2月10日 - リアム・ヘンドリックス
- 2月10日 - トラビス・ダーノー
- 2月10日 - 福田秀平
- 2月14日 - フアン・グラテロル
- 2月17日 - パオリノ・アンブロッシモ
- 2月23日 - ウィリン・ロサリオ
- 2月24日 - ミゲル・ロハス
- 2月28日 - ネフタリ・ソト

### 3月
- 3月4日 - ルビー・デラロサ
- 3月10日 - ダヤン・ビシエド
- 3月13日 - サンディ・レオン
- 3月14日 - マーウィン・ゴンザレス
- 3月17日 - フアン・ラガーレス
- 3月23日 - 山田弘喜
- 3月30日 - クリス・セール

### 4月
- 4月6日 - アレクシー・アマリスタ
- 4月8日 - 大平成一
- 4月10日 - チャーリー・カルバーソン
- 4月11日 - 丸佳浩
- 4月15日 - アデイニー・エチェバリア
- 4月18日 - 丹羽将弥
- 4月22日 - 中田翔
- 4月23日 - 伊藤光
- 4月24日 - スティーブン・スーザ・ジュニア
- 4月28日 - 杉本昌都

### 5月
- 5月7日 - 坂本大空也
- 5月8日 - スティーブン・ケント
- 5月9日 - 山崎正貴
- 5月14日 - 斉藤彰吾
- 5月19日 - 阿部和成
- 5月22日 - コーリー・ディッカーソン
- 5月31日 - 孟偉強

### 6月
- 6月5日 - ジミー・ネルソン
- 6月7日 - 小林誠司
- 6月8日 - T.J.マクファーランド
- 6月10日 - ソイロ・アルモンテ
- 6月11日 - 清原大貴
- 6月13日 - 石田隆司
- 6月14日 - ヘクター・ネリス
- 6月15日 - 東明大貴
- 6月16日 - 津田大樹
- 6月18日 - マット・ムーア
- 6月20日 - 寺田龍平
- 6月24日 - 安部友裕
- 6月24日 - 野村祐輔
- 6月29日 - 梅田尚通

### 7月
- 7月1日 - マイク・モンゴメリー
- 7月4日 - ジャバリ・ブラッシュ
- 7月5日 - トニー・シングラーニ
- 7月5日 - 唐川侑己
- 7月6日 - 髙濱卓也
- 7月10日 - 山本斉
- 7月10日 - タイラー・サラディーノ
- 7月17日 - 藤岡貴裕
- 7月18日 - デレク・ディートリック
- 7月19日 - ルイス・アビラン
- 7月19日 - パトリック・コービン
- 7月20日 - マット・シーザー
- 7月21日 - 浅沼寿紀
- 7月25日 - 藤村大介

### 8月
- 8月1日 - マディソン・バンガーナー
- 8月4日 - 森田一成
- 8月7日 - トミー・ケインリー
- 8月8日 - アンソニー・リゾ
- 8月8日 - グレッグ・ガルシア
- 8月9日 - ジェイソン・ヘイワード
- 8月12日 - 大田阿斗里
- 8月18日 - ダニエル・ウェブ（*2017年）[117]
- 8月18日 - 佐藤祥万
- 8月18日 - 鈴木大地
- 8月21日 - エイーレ・アドリアンサ
- 8月29日 - ロビー・スコット
- 8月31日 - ジョン・ヒックス

### 9月
- 9月4日 - 赤坂和幸
- 9月4日 - アンドレルトン・シモンズ
- 9月7日 - 岡島豪郎
- 9月8日 - 松山傑
- 9月12日 - フレディ・フリーマン
- 9月16日 - ロビー・グロスマン
- 9月18日 - 菊池保則
- 9月18日 - 田中健二朗
- 9月18日 - テイラー・モッター
- 9月27日 - 中村憲
- 9月29日 - TJ・ハウス

### 10月
- 10月2日 - ライアン・ダル
- 10月10日 - ジェウリス・ファミリア
- 10月11日 - 菅野智之
- 10月18日 - ブラッド・ミラー
- 10月2日 - アーロン・ヒックス
- 10月21日 - ダニー・バーンズ
- 10月21日 - 岩嵜翔
- 10月24日 - エリック・ホズマー
- 10月25日 - 益田直也
- 10月26日 - ダニエル・コーロンブ
- 10月27日 - 竹嶋祐貴

### 11月
- 11月5日 - 中村晃
- 11月8日 - ジャンカルロ・スタントン
- 11月13日 - レーン・アダムス
- 11月14日 - フレディ・ガルビス
- 11月17日 - ヘクター・サンチェス
- 11月17日 - セス・ルーゴ
- 11月21日 - ホセ・ピレラ
- 11月23日 - ロス・ストリップリング
- 11月24日 - 武隈祥太
- 11月27日 - 植松優友
- 11月27日 - 中井大介
- 11月28日 - エンジェル・サンチェス
- 11月30日 - マイキー・マートック

### 12月
- 12月2日 - ルカ・パネラッティ
- 12月2日 - 樋口賢
- 12月5日 - 佐藤由規
- 12月7日 - カイル・ヘンドリックス
- 12月16日 - タイラー・チャットウッド
- 12月18日 - 知念広弥
- 12月22日 - ノエ・ラミレス
- 12月28日 - オースティン・バーンズ
- 12月30日 - タイラー・アンダーソン
- 12月31日 - ケルビン・ヘレーラ

## 死去
- 1月9日 - ビル・テリー（*1898年）
- 2月8日 - 坂本茂（*1921年）
- 4月11日 - 島岡吉郎（*1911年）
- 4月25日 - 辻佳紀（*1940年）
- 5月13日 - 西垣徳雄（*1910年）
- 5月18日 - 沼澤康一郎（*1930年）
- 5月20日 - マイク・ラインバック（*1949年）
- 5月22日 - 佐々木宏一郎（*1943年）
- 7月18日 - ドニー・ムーア（*1954年）
- 9月1日 - A・バートレット・ジアマッティ（*1938年）
- 10月5日 - 佐伯勇 （*1903年）
- 10月16日 - 二出川延明（*1901年）
- 11月9日 - 斉藤一之（*1929年）